# Yellowknife (rivier)

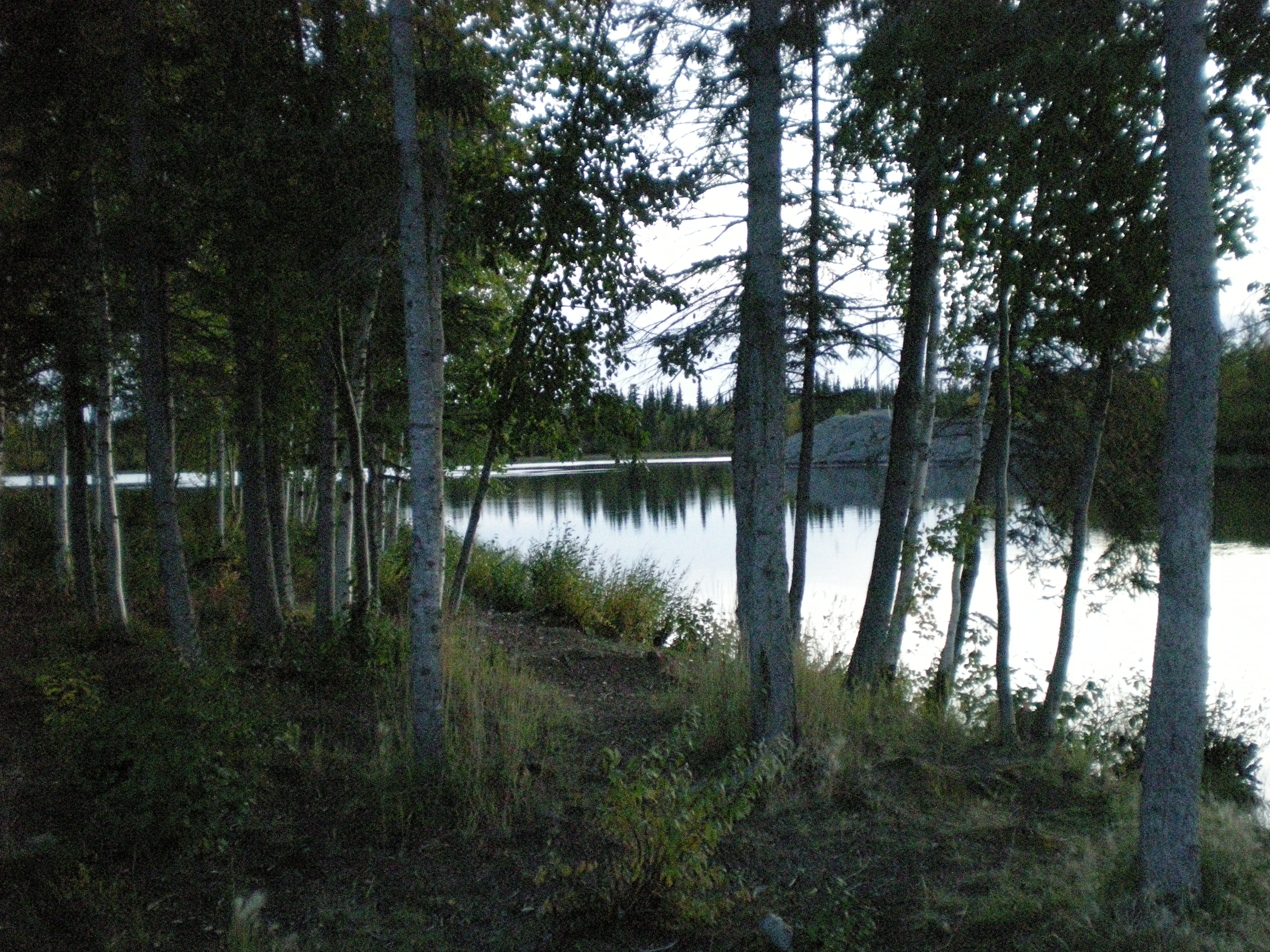
Yellowknife

De Yellowknife is een rivier in de Northwest Territories, Canada. De rivier stroomt zuidelijk en heeft haar monding in de Yellowknifebaai, deel van Great Slave Lake, bij de stad Yellowknife. De naam van de rivier komt van de Yellowknife-indianen, een stam die hier vroeger leefde.
- Virtual International Authority File: 215148570449124310125